# Prowincja Północno-Wschodnia (Sri Lanka)
Prowincja Północno-Wschodnia - dawna prowincja w północno-wschodniej Sri Lance. Została utworzona w 1988 r. poprzez połączenie Prowincji Północnej i Prowincji Wschodniej. W 2006 r. proces ten uznany został za nielegalny przez Sąd Najwyższy Sri Lanki, co spowodowało ponowny podział tego terytorium.